# Przasnysz
Przasnysz là một thị trấn thuộc huyện Przasnyski, tỉnh Mazowieckie ở trung-đông Ba Lan. Thị trấn có diện tích 25 km². Đến ngày 1 tháng 1 năm 2011, dân số của thị trấn là 16796 người và mật độ 668 người/km².